# Цивільні службовці Радянської Армії загиблі в Афганістані
| №   | Прізвище, ім'я, по батькові        | Про особу | Дата смерті       | Обставини смерті |
| --- | ---------------------------------- | --- | ----------------- | --- |
| 1.  | Біденко Олександр Васильович       | Народився 10.02.1954 року в м. Нестерів Львівської області. Закінчив ПТУ-15, працював у виробничому об'єднанні "Комуніст" в Києві. В добровільному порядку 23.03.1980 року через Московський РВК м.Києва був направлений для роботи за наймом в радянські війська, що знаходилися в Афганістані. Похований в Києві на цвинтарі "Байкове". | 1 березня 1981    | Помер від опіків, "отриманих при гасінні пожежі". |
| 2.  | Шевченко Тарас Григорович          | Народився 05.05.1947 року в м. Кагарлик Київської області. 31.03.1982 року в добровільному порядку направлено Кагарлицький РВК на роботу в Республіку Афганістан. Водій військторгу.Похований на батьківщині. | 11 лютого 1983    | Загинув під час обстрілу колони. |
| 3.  | Шевченко Микола Іванович           | Народився 13.10.1956 року в селі Дмитрівка Великописарівського району Сумської області. Вивчився на тракториста-машиніста. Строкову службу проходив в Групі радянських військ у Німеччині. Після служби приїхав до Києва, пішов працювати на будівництво водієм. У січні 1981 року через Київський ГВК УРСР спрямований в Республіку Афганістан. Водій вантажного автомобіля 658-го відділення торгівлі 5-й гв. мсд в Шіндандте. | 27 квітня 1985    | Зник безвісти 10 вересня 1982 року в провінції Герат. Загинув під час повстання радянських військовополонених у фортеці Бадабер, Пакистан. Але є також інформація, що він перейшов на бік душманів після ідеологічної та релігійної обробки і був живий на 1992 рік. |
| 4.  | Новосьолов В'ячеслав Олександрович | Народився в Харкові 03.06.1948 року. Працював електриком у відділі ВОХР Московського району м Харків. 05.09.1982 року в добровільному порядку через Харківський РВК був направлений до Республіки Афганістан. В Афганістані працював у військовому госпіталі старшим техніком по медичній апаратурі. Похований в селищі Жихар Харківського району Харківської області (за іншими даними: похований в Харкові). | 12 січня 1983     | Помер. |
| 5.  | Шкуратько Віктор Павлович          | Народився 21 січня 1953 року в Україні. Після закінчення 8-го класу пішов працювати, потім одружився, народився син. У 1982 році Віктора направили в Афганістан для надання допомоги в будівництві комбінату хлібопродуктів в Мазарі-Шаріф. У січні 1983 року автобус, в якому знаходився Віктор разом з товаришами, був захоплений душманами. Тримали в полоні. | 3 лютого 1983     | При спробі звільнення радянськими військовослужбовцями був смертельно поранений і помер в лікарні м Термеза. |
| 6.  | Шульган Володимир Михайлович       | Народився 14.04.1954 року в селі Бортків Львівської області. Закінчив Львівський торгово-економічний інститут. 16.09.1984 року в добровільному порядку направлено Львівським ОВК на роботу в Республіку Афганістан. Старший товарознавець Управління торгівлі. Похований на батьківщині. | 27 жовтня 1985    | Загинув на борту збитого військово-транспортного літака Іл-76м. |
| 7.  | Шаповалов Віктор Романович         | Народився 08.05.1946 року в селі Комісарівка Перевальського району Ворошиловградської області. Закінчив Харківський інститут інженерів ж / д транспорту. 23.09.1982 року в добровільному порядку направлено Полтавським ОВК на роботу в Республіку Афганістан. Начальник електрогосподарства КЕЧ, неодноразово супроводжував колони з вантажами. Похований в селі Розсошенці Полтавської області. Нагороджений медаллю "За відвагу" і орденом "Червоної Зірки" (посмертно).                                                                          | 14 листопада 1983 | Поранений в районі Пулі-Кандахар при нападі на колону. |
| 8.  | Олешковіч Олександр Вікторович     | Народився 07.01.1940 року в м. Херсон. Працював на НПЗ. 29.02.1984 року в добровільному порядку направлено Суворівським РВК м Херсон в Республіку Афганістан. Похований в м. Херсон. | 16 грудня 1984    | Важко поранений під час обстрілу колони і помер у військовому шпиталі. |
| 9.  | Духовченко Віктор Васильович       | Народився 21.03.1954 року в Запорізькій області. 15.08.1984 року направлений Запорізьким ОВК в Республіку Афганістан. Машініст котельні 573-го склади квартирного майна 249-й КЕЧ. У ніч на 1 січня 1985 року самовільно залишив свою частину і відправився в гості до знайомих відзначати Новий Рік. По дорозі в районі м. Седукан провінції Парван був узятий в полон групою польового командира Мославі Садаші. | 27 квітня 1985    | Вважається, що саме Віктор очолив повстання полонених, в тому числі радянських військовослужбовців, в пакистанській фортеці Бадабер і загинув. Однако існують деяка неточність в його описі: на вигляд командиру повсталих було близько "45 років", а вік Духовченко - 31 рік. Ймовірно він був в числі полонених в цьому таборі і брав участь у повстанні, a командиром міг бути офіцер або прапорщик віку близько 40 років, а Духовченко - його заступником? |
| 10. | Зацнов Валерій Михайлович          | Народився 08.04.1945 року в м. Київ. Працював водієм в АТП. 13.08.1984 року в добровільному порядку направлено Київським РВК в Республіку Афганістан. Водій. Спочатку значився в автоколоні, яка дислокувалася в місті Мазарі-Шаріф, провінція Саманган (північ Афганістану). У січні 1985 року відбулася реорганізація цивільних автоколон і їх підрозділ передіслоцірован у місто Кабул (центральний Афганістан). Похований на Берковецькому кладовищі в Києві.                                                                                    | 17 березня 1985   | Помер від хвороби. |
| 11. | Рекун Юрій Олександрович           | Народився 30.08.1956 року в м. Одеса. Працював електриком на припортового заводу в селі Григорівка Іллічівського району Одеської області. 29.08.1985 року в добровільному порядку направлено Одеським ОГВК в Республіку Афганістан. Машініст-кочегар 180-го мсп 108-й мсд. Похований в м. Одеса. | 10 жовтня 1985    | Загинув від ураження електричним струмом. |
| 12. | Журавель Олександр Васильович      | Народився 12.10.1960 року в м. Дніпропетровськ. Працював водієм на автомобільній базі. 10.12.1984 року в добровільному порядку направлено Красногвардійським РВК м. Дніпропетровськ в Республіку Афганістан, водій торгово-закупівельної бази N 660. Похований в селищі Краснопілля м. Дніпропетровськ. | 18 листопада 1985 | Загинув в автомобільній катастрофі. |
| 13. | Бакулін Григорій Володимирович     | Народився в 1949 році в м. Єнакієве Донецької області. 01.09.1984 року в добровільному порядку направлено Донецьким ОВК в Республіку Афганістан і числився в штаті 768-ї бази МТО. | 9 травня 1985     | Пропав безвісти в провінції Вардак. |
| 14. | Клімов Олександр Олександрович     | Народився 05.07.1948 року в селі Кичук Миколаївського району Одеської області. Після закінчення школи і металургійного технікуму в 1968 році був призваний на дійсну службу. Після служби працював в тресті громадського харчування Орджонікідзевського району м.Запоріжжя. 01.03.1986 року в добровільному порядку направлено Ленінським РВК м. Запоріжжя в Республіку Афганістан. Похований на Капустяному кладовищі в Запоріжжі. | 28 липня 1986     | Загинув при виконанні службових обов'язків. |
| 15. | Лисенко Тарас Юрійович             | Народився 16.05.1960 року в селі Ново-Олександрівка Синельниківського району Дніпропетровської області. Жив і працював слюсарем в управлінні "Днепрогорстрой" в Новоолександрівці Дніпропетровської області в Україні. 19.12.1985 року в добровільному порядку направлено Кіровським РВК г. Днепропетровск в Республіку Афганістан, значився водієм військторгу. Похований на батьківщині. | 20 серпня 1986    | Загинув в автомобільній катастрофі. |
| 16. | Задорожній Анатолій Якович         | Народився 28 (20?). 10.1953 року в м. Іловайськ Донецької області. У 1969 році закінчив 8-річну школи N 14 м Іловайськ і потім Донецький технікум промислової автоматики. З 1973 року працював гірничим майстром на шахті "Іловайська", потім директором магазину в Зарічному Продторг м.Суми. 28.03.1986 року в добровільному порядку направлено Сумським ОГВК для роботи в Республіку Афганістан. Начальник військторгу Джелалабадского гарнізону. Похований на міському кладовищі м Іловайськ. Нагороджений орденом "Червоної Зірки" (посмертно). | 29 листопада 1986 | Разом з іншими пасажирами і екіпажем загинув у підірваному літаку Ан-12, повертаючись з Кабула, де перебував у службовому відрядженні. |
| 17. | Осадчий Володимир Петрович         | Народився 21.06.1954 року в селі Дібрівка Котовського району Одеської області. Жив і працював машиністом-турбіністів на теплоході ЧМП в м Одеса. 06.11.1986 року в добровільному порядку направлено Одеським ОВК для роботи в Республіку Афганістан. Похований у м. Бендери. Нагороджений орденом "Червоної Зірки" (посмертно). | 29 листопада 1986 | Разом з іншими пасажирами і екіпажем загинув у підірваному літаку Ан-12. |
| 18. | Баранов Віктор Миколайович         | Народився 17.10.1946 року в м. Дайрен Китайської Народної Республіки. Працював вантажником у фірмі "Меблі" м.Сімферополь. 10.07.1986 року в добровільному порядку направлено Кримським ОВК для роботи в Республіку Афганістан. З липня 1986 року працював слюсарем-ремонтником квартирно-експлуатаційної частини. Похований в м.Сімферополь. | 26 липня 1986     | Помер від гострої серцевої недостатності. |
| 19. | Друзякін Анатолій Анатолійович     | Народився 15.03.1956 року в м. Херсон. Працював електриком на Херсонському електрозаводу. 03.11.1987 року в добровільному порядку направлено Дніпровським РВК Херсонської області для роботи в Республіку Афганістан. Будівельник. Похований в м Херсон. Нагороджений орденом "Червоної Зірки" (посмертно). | 28 серпня 1988    | При поверненні з гарнізону Пулі-Хумрі, де брав участь у відновленні згорілих модулів і комунікацій, при обстрілі колони був смертельно поранений в голову. |